# Alloplasta burmensis
Alloplasta burmensis là một loài tò vò trong họ Ichneumonidae.